# Antonio De Ferrariis

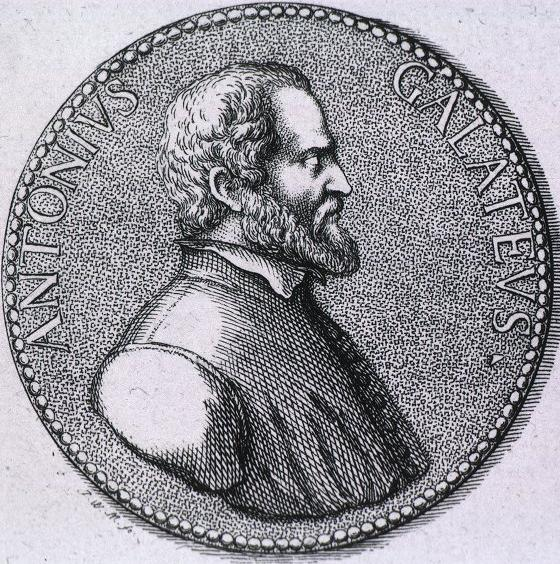
Antonio de Ferraris

Antonio de Ferrariis oder de Ferraris (* um 1445 in Galatone; † 1517 in Lecce), genannt Galateo und latinisiert Antonius Galateus, war ein italienischer Arzt und Humanist. Er hat auf Latein viele Werke der Philosophie, Geschichte, Geographie und Medizin geschrieben. Antonio de’ Ferraris beendete mit seiner Abhandlung De dignitate disciplinarum („Über die Würde der Wissenschaften“) den Fakultätenstreit (Disputa delle arti) über die Rangordnung der Wissenschaften und stufte eine nach wissenschaftlicher Erkenntnis der Natur strebende Medizin höher ein als eine um Normgebung für das praktische Handeln bemühte Jurisprudenz.